# The Calendar Killer
The Calendar Killer (Sebastian Fitzeks Der Heimweg) è un film del 2025 diretto da Adolfo J. Kolmerer e tratto dall'omonimo romanzo di Sebastian Fitzek.

## Trama
Su una linea diretta di emergenza, Jules riceve una chiamata da Klara: è stata aggredita e ha visto la data della propria morte scritta con il sangue su una parete di casa. È il modus operandi del famigerato killer del calendario, che avvisa le proprie vittime del giorno in cui verranno uccise. Klara deve morire entro la mezzanotte ma il killer le ha lasciato un'alternativa: sarà salva se lei stessa ucciderà suo marito. Klara è disperata e arriva anche a cercare di suicidarsi con i gas di scarico dell'auto, ma la pazienza di Jules che resta con lei al telefono tutta la notte, e il pensiero di sua figlia Amelie di soli sei anni la fanno desistere da questo proposito. Tra le confessioni che Klara fa a Jules al telefono, ci sono anche diversi episodi di abusi e violenze domestiche compiute dal marito Martin nei suoi confronti. Martin, che è sulle tracce di Klara, quando la raggiunge la picchia nuovamente ma lei riesce a rientrare in casa rallentando il marito. Mancano ormai pochi minuti alla mezzanotte e con enorme sorpresa Klara trova nel suo appartamento proprio Jules. È lui il killer. Jules tramortisce Martin e dando un coltello a Klara le ricorda gli abusi che lei ha subito e la pone davanti alla scelta: o lei uccide Martin oppure sarà Jules stesso a uccidere lei.

## Distribuzione
Il film è stato distribuito sulla piattaforma Amazon Prime Video a partire dal 16 gennaio 2025.